# Isabel González (política)
María Isabel González Rodríguez (León, 22 de marzo de 1974) es una periodista, biblioteconomista, activista y política española. Actualmente es diputada en el Parlamento Vasco.

## Biografía
Estudió la diplomatura en biblioteconomía y documentación en la Universidad de León. Después estudió la licenciatura en periodismo en la Universidad del País Vasco. Comenzó a trabajar en la biblioteca pública Teresa Murga de Ermua. Ello le permitió vincularse a distintos colectivos y movimientos sociales. Se involucró en el movimiento de la escuela pública y de la soberanía alimentaria, coordinando proyectos de soberanía alimentaria en los comedores de distintos centros educativos. Forma parte del movimiento Berton Bertokoa.
González también ha estado unida al movimiento sindical. Fue delegada sindical de Comisiones Obreras (CCOO).
En las elecciones al Parlamento Vasco de 2020, fue candidata a diputada por la circunscripción de Vizcaya por la coalición Elkarrekin Podemos (Podemos, IU, Equo). Salió elegida como diputada en la XII Legislatura del Parlamento vasco.
Entre otras iniciativas, González defendió la iniciativa sobre la elaboración de una normativa que recoja los derechos de las familias monoparentales. También otras sobre el sistema de escuela pública, los servicios públicos, la denuncia de la privatización de la sanidad pública vasca o la igualdad efectiva entre mujeres y hombres.

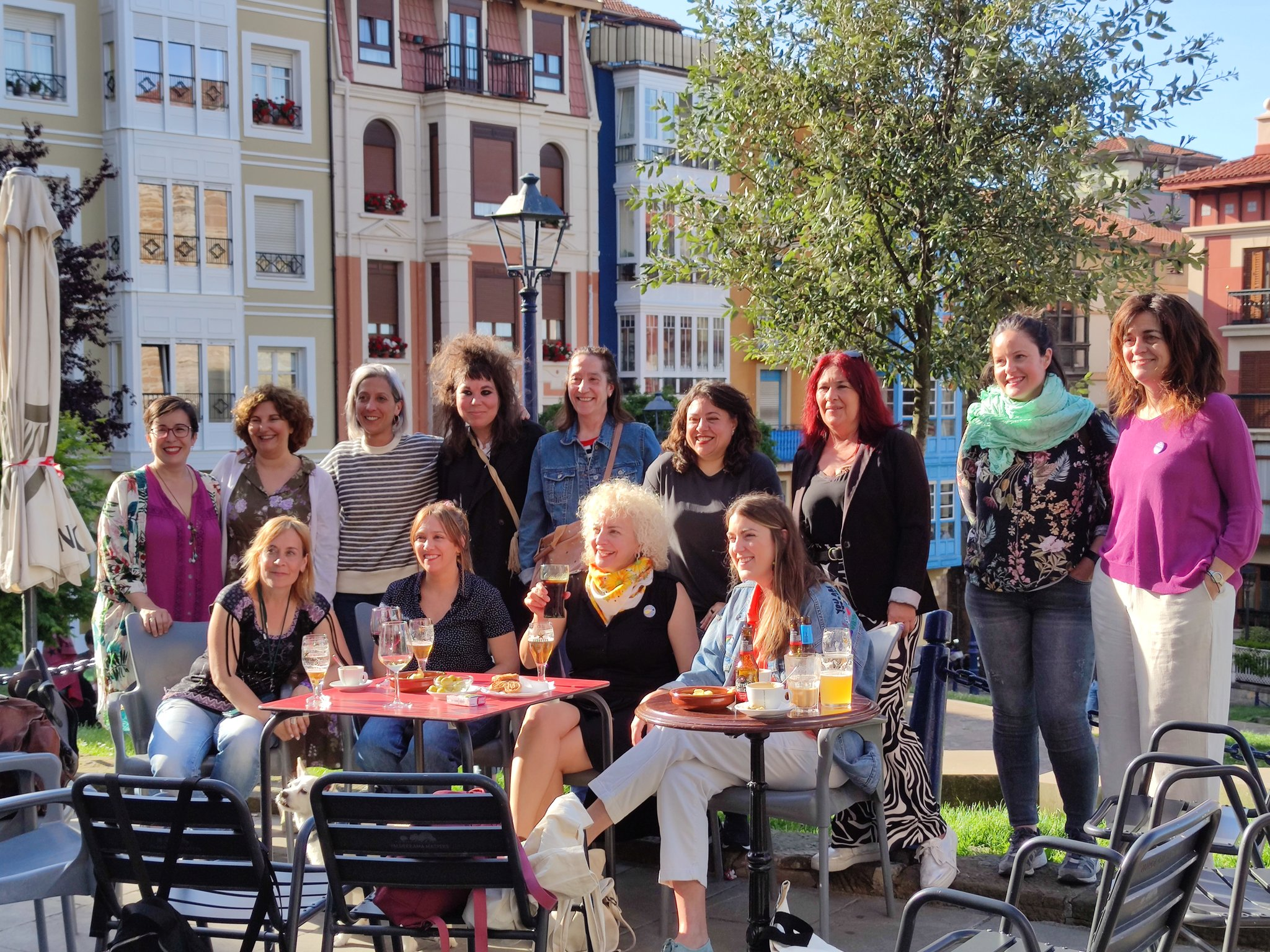
Encuentro Feminista de Podemos Euskadi (Santurce, 2023). Entre otros, Paula Amieva, Pilar Garrido, Eneritz de Madariaga, Natalia Rey, Montserrat Roca, Soraya Pereira, Ángela Sevilla, Mariví Eizaguirre, Ainhoa Lopera, Isabel González y Alba García.

## Vida personal
Actualmente vive en Durango (Vizcaya). Es aficionada a la literatura y a la poesía. Ha participado en distintos concursos literarios como jurado.

## Publicaciones
- "Lectura e igualdad, lectura y equidad. Fomentando la Igualdad a través de la lectura en la Biblioteca Municipal de Ermua".[14]